# John Marenbon
John Alexander Marenbon (* 26. August 1955 in London) ist ein englischer Philosoph.

## Leben
Er erhielt seinen BA, MA, PhD und DLitt von der University of Cambridge. Seit 1978 ist er Fellow des Trinity College und dort seit 2005 Senior Research Fellow. 2010 wurde er Honorarprofessor für mittelalterliche Philosophie in Cambridge. Er lehrte auch an der Universität Paris IV, war Gastwissenschaftler am Centre for Medieval Studies und Pontifical Institute of Mediaeval Studies der University of Toronto. Er wurde 2009 zum Fellow der British Academy gewählt.
Seit 2020 ist er Gastdozent an der Università della Svizzera italiana.
Seine Interessen umfassen die gesamte Breite der Philosophie im langen Mittelalter (ca. 200 – ca. 1700), in den lateinischen und griechischen christlichen, islamischen und jüdischen Traditionen.

## Schriften (Auswahl)
- Medieval philosophy. An historical and philosophical introduction. London 2007, ISBN 0-203-96876-X.
- (Hrsg.): The Cambridge Companion to Boethius. Cambridge University Press, Cambridge 2009.
- The Hellenistic schools and thinking about Pagan philosophy in the Middle Ages. A study of second-order influence. Basel 2012, ISBN 978-3-7965-2837-8.
- Abelard in four dimensions. A twelfth-century philosopher in his context and ours. Notre Dame 2013, ISBN 0-268-03530-X.
- Pagans and philosophers. The problem of paganism from Augustine to Leibniz. Princeton 2015, ISBN 978-0-691-14255-5.